# Alessandria Unione Sportiva 1949-1950
Questa pagina raccoglie i dati riguardanti l'Alessandria Unione Sportiva nelle competizioni ufficiali della stagione 1949-1950.

## Stagione
Nella stagione 1949-1950 l'Alessandria disputò il nono campionato di Serie B della sua storia.

## Divise
| 1ª maglia |

## Organigramma societario
Area direttiva
- Presidente: Mario Moccagatta
- Vicepresidente: G. Doglioli
- Dirigenti: P. Burzi, F. Dogliolo, V. Ferrari, E. Lanzavecchia, V. Maranzana, Piero Melchionni, L. Morando, Giovanni Battista Rangone, A. Rigoni, M. Roncali, G. Taverna, Carlo Villa

Area organizzativa
- Segretario: Enrico Dericci
- Rapporti con la FIGC: Grassano

Area tecnica
- Allenatore: Albert Flatley
- Direttore tecnico: Carlo Carcano (dal 20 ottobre)
- Commissario Tecnico: Edoardo Avalle
- Componente della Commissione Tecnica: Cesare Testera

Area sanitaria
- Medico sociale: P. Guerra
- Massaggiatore: Giovanni Bo

## Rosa
| N. |                   | Ruolo | Calciatore           |
| -- | ----------------- | ----- | -------------------- |
|    | Italia (bandiera) | P     | Anselmo Giorcelli    |
|    | Italia (bandiera) | P     | Erino Giorgi         |
|    | Italia (bandiera) | D     | Luigi Arlandi        |
|    | Italia (bandiera) | D     | Mario Gabbiani       |
|    | Italia (bandiera) | D     | Paolo Guaschino      |
|    | Italia (bandiera) | D     | Giulio Savoini       |
|    | Italia (bandiera) | D     | Secondo Scarrone     |
|    | Italia (bandiera) | D     | Luigi Vitto          |
|    | Italia (bandiera) | C     | Giuseppe Arezzi      |
|    | Italia (bandiera) | C     | Giuseppe Bagliani    |
|    | Italia (bandiera) | C     | Luigi Bussetti       |
|    | Italia (bandiera) | C     | Manlio Italo Cipolla |
|    | Italia (bandiera) | C     | Vittorio Corradini   |

| N. |                        | Ruolo | Calciatore           |
| -- | ---------------------- | ----- | -------------------- |
|    | Italia (bandiera)      | C     | Giuseppe Gay         |
|    | Italia (bandiera)      | C     | Giuseppe Grattarola  |
|    | Italia (bandiera)      | C     | Mario Pietruzzi      |
|    | Italia (bandiera)      | C     | Luigi Soffrido       |
|    | Italia (bandiera)      | A     | Lanfranco Albertelli |
|    | Italia (bandiera)      | A     | Piero Carelli        |
|    | Italia (bandiera)      | A     | Dino Dania           |
|    | Italia (bandiera)      | A     | Giovanni Lavarino    |
|    | Italia (bandiera)      | A     | Giuseppe Pernigotti  |
|    | Italia (bandiera)      | A     | Andrea Piccione      |
|    | Inghilterra (bandiera) | A     | Frank Rawcliffe      |
|    | Italia (bandiera)      | A     | Giuseppe Rolando     |
|    | Italia (bandiera)      | A     | Luigi Sotgiu         |

## Risultati

### Serie B

#### Girone d'andata
| Arbitro: | Bernardi (Savona) |

|                                   |           |             |
| Sotgiu 7’ Arezzi 43’ Soffrido 59’ | Marcatori | 30’ Pierini |

| Arbitro: | Buratti (Milano) |

|                    |           |                                   |
| Rawcliffe 15’, 20’ | Marcatori | 10’ Krieziu 67’ (aut.) Albertelli |

| Arbitro: | Casini (Palermo) |

|                                          |           |              |
| Biagi II 65’ Scagliarini 79’ Dal Bon 81’ | Marcatori | 7’ Rawcliffe |

| Alessandria 2 ottobre 1949 | Alessandria           | 0 – 0 | Brescia | Stadio Giuseppe Moccagatta\| Arbitro: \| Zilli (Reggio Emilia) \| |
| Arbitro:                   | Zilli (Reggio Emilia) |       |         |                                                                   |

| Arbitro: | Longagnani (Modena) |

|  |           |             |
|  | Marcatori | 70’ Rolando |

| Arbitro: | Massai (Pisa) |

|                                   |           |                                      |
| Soffrido 20’ (rig.) Rawcliffe 79’ | Marcatori | 36’ Broccini 39’ Mangini 60’ Ragazzo |

| Arbitro: | Cambi (Livorno) |

|                            |           |  |
| Settembrini 7’ Taccola 65’ | Marcatori |  |

| Arbitro: | Bernardi (Savona) |

|                                    |           |  |
| Sotgiu 30’ Soffrido 53’ Arezzi 76’ | Marcatori |  |

| Arbitro: | Lo Cascio (Palermo) |

|                       |           |             |
| Giorgioni 1’ Loni 59’ | Marcatori | 11’ Cipolla |

| Arbitro: | Boffardi (Genova) |

|                                         |           |             |
| Ferrari 70’ Michelini 72’ Trasmundi 79’ | Marcatori | 12’ Cipolla |

| Arbitro: | Guarda (Venezia) |

|                           |           |  |
| Cipolla 65’ Rawcliffe 85’ | Marcatori |  |

| Arbitro: | Valsecchi (Milano) |

|                            |           |                                 |
| Darin 35’ Perissinotto 53’ | Marcatori | 19’ Rawcliffe 69’ (aut.) Vicich |

| Arbitro: | Longagnani (Modena) |

|                           |           |  |
| Soffrido 3’ Rawcliffe 87’ | Marcatori |  |

| Arbitro: | Coppolone (Bari) |

|                                          |           |  |
| Suppi 3’, 29’ Polo 5’, 80’ Cavalieri 70’ | Marcatori |  |

| Arbitro: | Pera (Firenze) |

|                         |           |               |
| Margiotta 26’ Luzzi 32’ | Marcatori | 61’ Rawcliffe |

| Arbitro: | Valsecchi (Milano) |

|                                                             |           |                |
| Dania 27’ Soffrido 28’, 86’ Rawcliffe 48’ Arezzi 56’ (rig.) | Marcatori | 16’ Vicariotto |

| Arbitro: | Marchetti (Milano) |

|                                            |           |           |
| Conti 29’, 33’ Torriglia 42’ Bartolini 57’ | Marcatori | 48’ Dania |

| Arbitro: | Boffardi (Genova) |

|                              |           |               |
| Rawcliffe 26’ Albertelli 44’ | Marcatori | 36’ Pravisano |

| Arbitro: | Marchetti (Milano) |

|                                                     |           |                        |
| Maselli 5’ Colombi 34’ Ciccarelli 67’ Biagiotti 85’ | Marcatori | 4’ Sotgiu 58’ Soffrido |

| Arbitro: | Picasso (Milano) |

|  |           |              |
|  | Marcatori | 60’ Tavellin |

| Arbitro: | Gemini (Roma) |

|                     |           |                               |
| Soffrido 20’ (rig.) | Marcatori | 80’ Silvestri 89’ Brighenti I |

#### Girone di ritorno
| Arbitro: | Valsecchi (Milano) |

|                              |           |  |
| Prevosti 71’ Romani 87’, 89’ | Marcatori |  |

| Arbitro: | Carpani (Milano) |

|                                                 |           |  |
| De Andreis 44’, 74’ Vitto 76’ (aut.) Morgia 90’ | Marcatori |  |

| Arbitro: | Bernardi (Savona) |

|                                                     |           |              |
| Rawcliffe 44’ (rig.), 53’ Bussetti 36’ Soffrido 80’ | Marcatori | 63’ Biagi II |

| Arbitro: | Piemonte (Monfalcone) |

|                                  |           |                    |
| Zambelli 3’ Bertoni III 31’, 55’ | Marcatori | 40’, 62’ Rawcliffe |

| Arbitro: | Morielli (Genova) |

|                                                                               |           |            |
| Meregalli 2’ (aut.) Rawcliffe 5’, 28’ Albertelli 43’ Bussetti 66’ Carelli 84’ | Marcatori | 38’ Farina |

| Arbitro: | Poggipollini (Ferrara) |

|                        |           |           |
| Broccini 51’ Pozzo 81’ | Marcatori | 35’ Dania |

| Arbitro: | Cambi (Livorno) |

|                                    |           |                          |
| Albertelli 22’, 63’ Pernigotti 61’ | Marcatori | 82’ Marini 88’ Bislenghi |

| Arbitro: | Coppolone (Bari) |

|            |           |  |
| Surano 51’ | Marcatori |  |

| Arbitro: | Dattilo (Roma) |

|           |           |  |
| Dania 30’ | Marcatori |  |

| Arbitro: | Valsecchi (Milano) |

|            |           |             |
| Arezzi 56’ | Marcatori | 32’ Ferrari |

| Arbitro: | Bernardi (Savona) |

|                         |           |                    |
| Goldaniga 32’ Szoke 75’ | Marcatori | 58’, 67’ Rawcliffe |

| Arbitro: | Galeati (Bologna) |

|                |           |                     |
| Pernigotti 43’ | Marcatori | 26’ Sloan 54’ Zorzi |

| Arbitro: | Orlandini (Roma) |

|              |           |                |
| Calichio 35’ | Marcatori | 42’ Albertelli |

| Arbitro: | Michieletto (Mestre) |

|                            |           |  |
| Pernigotti 6’ Piccione 83’ | Marcatori |  |

| Arbitro: | Cartei (Firenze) |

|                         |           |                    |
| Piccione 56’ Sotgiu 60’ | Marcatori | 7’ (aut.) Gabbiani |

| Arbitro: | Marchetti (Milano) |

|                            |           |                |
| Marchetti 6’ Gualtieri 62’ | Marcatori | 83’ Pernigotti |

| Arbitro: | Valsecchi (Milano) |

|                |           |             |
| Dania 20’, 50’ | Marcatori | 31’ Rizzato |

| Arbitro: | Bernardi (Savona) |

|                                        |           |           |
| Molina 20’ Puricelli 42’, 63’ Asti 47’ | Marcatori | 67’ Dania |

| Arbitro: | Buratti (Milano) |

|                              |           |             |
| Marinelli 22’ Bulgarelli 74’ | Marcatori | 77’ Cipolla |

| Arbitro: | Rigato (Mestre) |

|                                                   |           |  |
| Dania 25’, 43’ Cipolla 53’, 83’ Macchi 62’ (aut.) | Marcatori |  |

| Arbitro: | Gemini (Roma) |

|                             |           |                           |
| Pozzan 7’, 57’ Tavellin 83’ | Marcatori | 9’ Carelli 25’ Pernigotti |

## Statistiche

### Statistiche di squadra
| Competizione | Punti | In casa | In casa | In casa | In casa | In casa | In casa | In trasferta | In trasferta | In trasferta | In trasferta | In trasferta | In trasferta | Totale | Totale | Totale | Totale | Totale | Totale | DR |
| Competizione | Punti | G       | V       | N       | P       | Gf      | Gs      | G            | V            | N            | P            | Gf           | Gs           | G      | V      | N      | P      | Gf     | Gs     | DR |
| ------------ | ----- | ------- | ------- | ------- | ------- | ------- | ------- | ------------ | ------------ | ------------ | ------------ | ------------ | ------------ | ------ | ------ | ------ | ------ | ------ | ------ | -- |
| Serie B      | 36    | 21      | 14      | 3       | 4       | 49      | 20      | 21           | 1            | 3            | 17           | 21           | 54           | 42     | 15     | 6      | 21     | 70     | 74     | -4 |

### Statistiche dei giocatori[3]
| Giocatore     | Serie B  | Serie B |
| Giocatore     | Presenze | Reti    |
| ------------- | -------- | ------- |
| L. Albertelli | 30       | 5       |
| G. Arezzi     | 31       | 4       |
| L. Arlandi    | 8        | 0       |
| G. Bagliani   | 19       | 0       |
| L. Bussetti   | 12       | 2       |
| P. Carelli    | 6        | 2       |
| M.I. Cipolla  | 30       | 6       |
| V. Corradini  | 6        | 0       |
| D. Dania      | 36       | 9       |
| M. Gabbiani   | 14       | 0       |
| G. Gay        | 2        | 0       |
| A. Giorcelli  | 39       | -65     |
| E. Giorgi     | 3        | -9      |
| G. Grattarola | 8        | 0       |
| P. Guaschino  | 11       | 0       |
| G. Lavarino   | 1        | 0       |
| G. Pernigotti | 11       | 5       |
| A. Piccione   | 9        | 2       |
| M. Pietruzzi  | 21       | 0       |
| F. Rawcliffe  | 27       | 19      |
| G. Rolando    | 5        | 1       |
| G. Savoini    | 1        | 0       |
| S. Scarrone   | 40       | 0       |
| L. Soffrido   | 25       | 8       |
| L. Sotgiu     | 29       | 4       |
| L. Vitto      | 38       | 0       |